# Philip Lamantia
Philip Lamantia (San Francisco, 23 de outubro de 1927 – 7 de março de 2005) foi um poeta e conferencista norte-americano. Seus poemas eram frequentemente visionários, extáticos, cheios de terror e eróticos, explorando o mundo subconsciente dos sonhos e ligando-o às experiências diárias, enquanto às vezes incorporavam arranjos tipográficos à poesia concreta. Ele foi postumamente considerado como "o poeta mais visionário da geração americana do pós-guerra".

## Trabalhos
- Erotic Poems (Berkeley: Bern Porter, 1946)
- Ekstasis (San Francisco: Auerhahn Press, 1959)
- Narcotica (San Francisco: Auerhahn Press, 1959)
- Destroyed Works (San Francisco: Auerhahn Press, 1962)
- Touch of the Marvelous ([no place] Oyez, 1966)
- Selected Poems 1943–1966 (San Francisco: City Lights Books, 1967)
- Charles Bukowski, Harold Norse, Philip Lamantia: Penguin Modern Poets, No. 13. (Harmondsworth: Penguin, 1969)
- Blood of the Air (San Francisco: Four Seasons Foundation, 1970)
- Touch of the Marvelous -- A New Edition (Bolinas: Four Seasons Foundation, 1974)
- Becoming Visible (San Francisco: City Lights Books, 1981)
- Meadowlark West (San Francisco: City Lights Books, 1986)
- Bed of Sphinxes: New and Selected Poems, 1943–1993 (San Francisco: City Lights Books, 1997)
- Tau; with Journey to the End by John Hoffman. Edited by Garrett Caples (San Francisco: City Lights Books, 2008)
- The Collected Poems of Philip Lamantia. Editado com uma introdução por Garrett Caples, Andrew Joron e Nancy Joyce Peters (Berkeley: University of California Press, 2013)
- Preserving Fire. Selected Prose. Editado e apresentado por Garrett Caples (Seattle / Nova York: Wave Books, 2018)